# Amnesiac (album)
Amnesiac è il quinto album in studio del gruppo inglese Radiohead, pubblicato nel 2001.

## Il disco
Rappresenta un ulteriore passo avanti nella trilogia della decostruzione partita con Kid A e terminata poi con Hail to the Thief; musicalmente sintetizza in sé varie ispirazioni, dalla musica elettronica, al noise, all'ambient e al jazz.
È stato registrato nelle stesse sessioni che hanno prodotto il precedente Kid A, pubblicato l'anno prima, e ciò ha portato qualcuno a considerare questo come un album di "B-sides" da Kid A, ma la band ha ripetuto che i due devono essere presi in considerazione separatamente. Inoltre, Amnesiac contiene una versione differente di una canzone di Kid A, "Morning Bell".
La critica generalmente lo vede come un lavoro meno coeso dell'acclamato e celebrato precedente, anche se recentemente ci si è riferiti a questa mancanza di continuità come uno strumento usato dai Radiohead proprio per differenziare i due album.
Nello spiegare la decisione di pubblicare due album separati, Thom Yorke dice: «Sono separati perché non possono essere presi uno dopo l'altro come in una linea retta. Si cancellano l'un l'altro come lavori completi. Credo che "Amnesiac" dia un'altra interpretazione di "Kid A", una specie di spiegazione [..] Qualcosa di traumatico è accaduto in "Kid A", e questo è il girarsi a contemplarlo, provando a rimettere in sesto i pezzi. Torna ad ascoltare "Kid A" dopo "Amnesiac", e credo che lo capirai».
Sulle differenze con il lavoro precedente: «"Kid A" era come uno shock elettrico. "Amnesiac" è come essere nei boschi, in campagna. Penso che l'artwork sia il modo migliore per spiegarlo. L'artwork di "Kid A" era tutto sviluppato sulla distanza. I fuochi erano tutti dall'altra parte della collina. Con "Amnesiac", tu sei nella foresta mentre divampa il fuoco».
Un'edizione speciale dell'album consiste in un libro a copertina rigida, con il CD inserito nella seconda di copertina. Il libro è strutturato come un libro di biblioteca dalla "Catachresis College Library" completo di date stampate, e contiene molte pagine artistiche disegnate da Stanley Donwood e Thom Yorke, che si è firmato con lo pseudonimo di 'Tchocky'.

## Accoglienza
| Recensione | Giudizio       |
| ---------- | -------------- |
| Ondarock   | Pietra miliare |

L'album è stato apprezzato dalla critica e la stampa specializzata. Figura infatti alla posizione numero 320 nella lista dei 500 migliori album secondo Rolling Stone. La rivista italiana Rumore elesse Amnesiac "disco dell'anno" 2001.

## Tracce
- Tutte le canzoni sono state scritte dai Radiohead.

1. Packt Like Sardines in a Crushd Tin Box - 4:00
2. Pyramid Song - 4:49
3. Pulk/Pull Revolving Doors - 4:07
4. You and Whose Army? - 3:11
5. I Might Be Wrong - 4:54
6. Knives Out - 4:15
7. Morning Bell/Amnesiac - 3:14
8. Dollars & Cents - 4:52
9. Hunting Bears - 2:01
10. Like Spinning Plates - 3:57
11. Life in a Glasshouse - 4:34

### B-Sides
1. The Amazing Sounds Of Orgy (B-Side di Pyramid Song)
2. Trans-Atlantic Drawl (B-Side di Pyramid Song)
3. Kinetic (B-Side di Pyramid Song)
4. Fast-Track (B-Side di Pyramid Song)
5. Worry Wort (B-Side di Knives Out)
6. Fog (B-Side di Knives Out)
7. Cuttooth (B-Side di Knives Out)
8. Life In A Glass House (Full Length Version) (B-Side di Knives Out)
9. True Love Waits (Dall'EP I Might Be Wrong - Live Recordings, 2001)

### Singoli
1. Pyramid Song
2. Knives Out
3. I Might Be Wrong
4. Like Spinning Plates (non accreditato)

### Videoclips
1. Pyramid Song
2. Knives Out
3. I Might Be Wrong
4. Pulk/Pull Revolving Doors
5. Like Spinning Plates

### EP
1. I Might Be Wrong - Live Recordings

## Formazione
- Thom Yorke – voce, sintetizzatori (3,5,10), pianoforte (2,4), chitarra (7,9)
- Jonny Greenwood – chitarra solista (2,4-6), sintetizzatori (1,3,10), pianoforte (7,11), onde martenot (2), tastiere (7,8), arrangiamento strumenti ad arco e a fiato
- Ed O'Brien – chitarra, effetti sonori, voce
- Colin Greenwood – basso elettrico
- Phil Selway – batteria, percussioni

Musicisti aggiuntivi:
- su Pyramid Song e Dollars and Cents: The Orchestra of St.John's, condotta da: John Lubbock, arrangiata da: Jonny Greenwood, registrata a Dorchester Abbey, Oxfordshire
- su Life in a Glasshouse: Humprey Lyttelton: tromba e bandleader, Jimmi Hastings: clarinetto, Pete Strange: trombone, Paul Bridge: contrabbasso, Adrian Macintosh: batteria

## Classifiche
| Classifica (2001) | Posizione massima |
| ----------------- | ----------------- |
| Australia         | 2                 |
| Austria           | 1                 |
| Belgio (Fiandre)  | 4                 |
| Belgio (Vallonia) | 3                 |
| Canada            | 1                 |
| Danimarca         | 2                 |
| Europa            | 1                 |
| Finlandia         | 1                 |
| Francia           | 2                 |
| Germania          | 2                 |
| Giappone          | 7                 |
| Irlanda           | 1                 |
| Italia            | 2                 |
| Norvegia          | 1                 |
| Nuova Zelanda     | 1                 |
| Paesi Bassi       | 3                 |
| Regno Unito       | 1                 |
| Stati Uniti       | 2                 |
| Svezia            | 4                 |
| Svizzera          | 6                 |